# Bykle
Bykle er en kommune i Agder fylke i Norge. Den grænser i nord til Vinje, i øst til Tokke, i syd til Valle, Sirdal og Forsand, og i vest til Hjelmeland og Suldal. Bykle er den nordligste kommune i fylket og i Setesdal. 
Bykle blev oprettet som kommune i 1902 da den blev udskilt fra Valle. Siden har kommunen hatt uendrete grenser. Siden har kommunen hatt uendrete grenser.I kommunen ligger i 530 meters højde søen Botsvatn. Højeste bjerg er Sæbyggjenuten der er 1.507 moh.